# Georg Caspar Schürmann
Georg Caspar Schürmann (1672 (ou début de 1673), Idensen près de Neustadt am Rübenberge – 25 février 1751, Wolfenbüttel) est un compositeur baroque allemand. Son nom est aussi orthographié Schurmann et en allemand standard Scheuermann.

## Biographie
Schürmann a étudié la musique, y compris le chant, dans son pays natal, la principauté de Calenberg. En 1693, il chantait à l'Oper am Gänsemarkt en tant que jeune alto. En 1694, il a composé une cantate pour l'inauguration du Château Salzdahlum (en) à Wolfenbüttel. En 1697, il est allé à Lunebourg (à environ 50 km au sud-est de Hambourg) invité pour un concert. Sa technique de chant a tellement impressionné le duc Antoine-Ulrich de Brunswick-Wolfenbüttel que le duc l'a embauché immédiatement. De 1702 à 1707, il a été chef d'orchestre principal et compositeur à la Meininger Hofkapelle. En 1707, Schürmann a officiellement succédé à Reinhard Keiser comme Cammer-Componist (compositeur de la cour). Il a servi à la cour de Brunswick, seulement avec quelques brèves interruptions, pendant 54 ans jusqu'à sa mort à l'âge de 79 ans.

## Œuvres
Schürmann a écrit plus de trente opéras, dont beaucoup ne nous sont pas parvenus. Sa musique se caractérise par une richesse harmonique, une élaboration contrapuntique serrée, un traitement souple de la forme et une extrêmement efficacité dans la caractérisation des personnages. Parmi ses opéras :
- Salomon, in einem Singespiel.  (livret: Antoine-Ulrich de Brunswick-Wolfenbüttel).  Wolfenbüttel, o.J. [1697?]
- Daniel, in einem Sing-Spiel.  (livret: Christian Knorr von Rosenroth).  Brunswick 1701
- Telemaque. (livret: Johann Beer (en)).  Naumburg 1706
- L'amor insanguinato oder Holofernes.  (livret: Joachim Beccau). Brunswick 1716.
- Die Pleiades oder das Siebengestirne.  (livret: Friedrich Christian Bressand (en)).  Brunswick 1716 (et Wolfenbüttel 1735)
- Der Edelmühtige Porsenna.  (livret: Friedrich Christian Bressand). Wolfenbüttel 1718
- Heinrich der Vogler.  (livret: Johann Ulrich König).  Wolfenbüttel 1718
- Die getreue Alceste in einer Opera.  (livret: Johann Ulrich König). Brunswick 1719
- Ludovicus Pius oder Ludewig der Fromme. (Louis le Pieux).  Brunswick 1726
- Clelia, in einer Opera vorgestellet.  (livret: Friedrich Christian Bressand).  Brunswick 1730
- Procris und Cephalus, in einer Opera.  (livret: Friedrich Christian Bressand).  Wolfenbüttel 1734